# Sphenodontia
Los esfenodontos (Sphenodontia) o rincocéfalos (Rhynchocephalia) son un orden de saurópsidos (reptiles) lepidosaurios que incluye un solo género actual, Sphenodon, con una sola especie (Sphenodon punctatus), conocidas con el nombre común de tuátaras, limitadas a Nueva Zelanda.
A pesar de ello, se conocen numerosos géneros extintos, ya que se trata de un linaje que se remonta al Mesozoico.

## Clasificación
La clasificación según Wu (1994), Evans et al. (2001), y Apesteguia & Novas (2003).
- Orden Sphenodontia / Rhynchocephalia 
  - Familia Gephyrosauridae†
    - Gephyrosaurus†
    - Diphydontosaurus†

  - Familia Pleurosauridae†
    - Palaeopleurosaurus†
    - Pleurosaurus†

  - Familia Sphenodontidae
    - Colognathus†
    - Godavarisaurus†
    - Kawasphenodon†
    - Lamarquesaurus†
    - Leptosaurus†
    - Pelecymela†
    - Piocormus†
    - Sigmala†
    - Theretairus†
    - Tingitana†
    - Rebbanasaurus†
    - Planocephalosaurus†
    - Polysphenodon†
    - Brachyrhinodon†
    - Clevosaurus†
    - Subfamilia Sphenodontinae
      - Homoeosaurus†
      - Kallimodon†
      - Sapheosaurus†
      - Ankylosphenodon†
      - Pamizinsaurus†
      - Zapatadon†
      - Cynosphenodon†
      - Oenosaurus[2]†
      - Sphenodon
      - (sin rango) Opisthodontia†
        - Alamitosphenos[3]†
        - Opisthias†

      - Tribu Eilenodontini†
        - Toxolophosaurus†
        - Priosphenodon†
        - Eilenodon†

En 2012 se ha descrito Sphenocondor, un nuevo esfenodonte basal del Jurásico medio de Patagonia.

## Filogenia con otros reptiles
Los estudios genéticos revelan las siguientes relaciones filogenéticas para los tuátaras con respecto a otros reptiles y tetrápodos vivos (incluido las secuencias proteicas obtenidas de Tyrannosaurus rex y Brachylophosaurus canadensis). Junto con el orden Squamata constituye el clado Lepidosauria.
|  | Sphenodontia |
|  |              |
|  | Squamata     |
|  |              |

|  | Aves                                                                                                  |
|  | |
|  | \| \| Tyrannosauroidea (Tyrannosaurus) \| \| \| \| \| \| Ornithischia (Brachylophosaurus) \| \| \| \| |
|  | |
|  | Tyrannosauroidea (Tyrannosaurus)                                                                      |
|  | |
|  | Ornithischia (Brachylophosaurus)                                                                      |
|  | |

|  | Tyrannosauroidea (Tyrannosaurus) |
|  |                                  |
|  | Ornithischia (Brachylophosaurus) |
|  |                                  |

|  | Aves                                                                                                  |
|  | |
|  | \| \| Tyrannosauroidea (Tyrannosaurus) \| \| \| \| \| \| Ornithischia (Brachylophosaurus) \| \| \| \| |
|  | |
|  | Tyrannosauroidea (Tyrannosaurus)                                                                      |
|  | |
|  | Ornithischia (Brachylophosaurus)                                                                      |
|  | |

|  | Tyrannosauroidea (Tyrannosaurus) |
|  |                                  |
|  | Ornithischia (Brachylophosaurus) |
|  |                                  |

|  | Aves                                                                                                  |
|  | |
|  | \| \| Tyrannosauroidea (Tyrannosaurus) \| \| \| \| \| \| Ornithischia (Brachylophosaurus) \| \| \| \| |
|  | |
|  | Tyrannosauroidea (Tyrannosaurus)                                                                      |
|  | |
|  | Ornithischia (Brachylophosaurus)                                                                      |
|  | |

|  | Tyrannosauroidea (Tyrannosaurus) |
|  |                                  |
|  | Ornithischia (Brachylophosaurus) |
|  |                                  |

|  | Aves                                                                                                  |
|  | |
|  | \| \| Tyrannosauroidea (Tyrannosaurus) \| \| \| \| \| \| Ornithischia (Brachylophosaurus) \| \| \| \| |
|  | |
|  | Tyrannosauroidea (Tyrannosaurus)                                                                      |
|  | |
|  | Ornithischia (Brachylophosaurus)                                                                      |
|  | |

|  | Tyrannosauroidea (Tyrannosaurus) |
|  |                                  |
|  | Ornithischia (Brachylophosaurus) |
|  |                                  |

|  | Sphenodontia |
|  |              |
|  | Squamata     |
|  |              |

|  | Aves                                                                                                  |
|  | |
|  | \| \| Tyrannosauroidea (Tyrannosaurus) \| \| \| \| \| \| Ornithischia (Brachylophosaurus) \| \| \| \| |
|  | |
|  | Tyrannosauroidea (Tyrannosaurus)                                                                      |
|  | |
|  | Ornithischia (Brachylophosaurus)                                                                      |
|  | |

|  | Tyrannosauroidea (Tyrannosaurus) |
|  |                                  |
|  | Ornithischia (Brachylophosaurus) |
|  |                                  |

|  | Aves                                                                                                  |
|  | |
|  | \| \| Tyrannosauroidea (Tyrannosaurus) \| \| \| \| \| \| Ornithischia (Brachylophosaurus) \| \| \| \| |
|  | |
|  | Tyrannosauroidea (Tyrannosaurus)                                                                      |
|  | |
|  | Ornithischia (Brachylophosaurus)                                                                      |
|  | |

|  | Tyrannosauroidea (Tyrannosaurus) |
|  |                                  |
|  | Ornithischia (Brachylophosaurus) |
|  |                                  |

|  | Aves                                                                                                  |
|  | |
|  | \| \| Tyrannosauroidea (Tyrannosaurus) \| \| \| \| \| \| Ornithischia (Brachylophosaurus) \| \| \| \| |
|  | |
|  | Tyrannosauroidea (Tyrannosaurus)                                                                      |
|  | |
|  | Ornithischia (Brachylophosaurus)                                                                      |
|  | |

|  | Tyrannosauroidea (Tyrannosaurus) |
|  |                                  |
|  | Ornithischia (Brachylophosaurus) |
|  |                                  |

|  | Aves                                                                                                  |
|  | |
|  | \| \| Tyrannosauroidea (Tyrannosaurus) \| \| \| \| \| \| Ornithischia (Brachylophosaurus) \| \| \| \| |
|  | |
|  | Tyrannosauroidea (Tyrannosaurus)                                                                      |
|  | |
|  | Ornithischia (Brachylophosaurus)                                                                      |
|  | |

|  | Tyrannosauroidea (Tyrannosaurus) |
|  |                                  |
|  | Ornithischia (Brachylophosaurus) |
|  |                                  |

|  | Sphenodontia |
|  |              |
|  | Squamata     |
|  |              |

|  | Aves                                                                                                  |
|  | |
|  | \| \| Tyrannosauroidea (Tyrannosaurus) \| \| \| \| \| \| Ornithischia (Brachylophosaurus) \| \| \| \| |
|  | |
|  | Tyrannosauroidea (Tyrannosaurus)                                                                      |
|  | |
|  | Ornithischia (Brachylophosaurus)                                                                      |
|  | |

|  | Tyrannosauroidea (Tyrannosaurus) |
|  |                                  |
|  | Ornithischia (Brachylophosaurus) |
|  |                                  |

|  | Aves                                                                                                  |
|  | |
|  | \| \| Tyrannosauroidea (Tyrannosaurus) \| \| \| \| \| \| Ornithischia (Brachylophosaurus) \| \| \| \| |
|  | |
|  | Tyrannosauroidea (Tyrannosaurus)                                                                      |
|  | |
|  | Ornithischia (Brachylophosaurus)                                                                      |
|  | |

|  | Tyrannosauroidea (Tyrannosaurus) |
|  |                                  |
|  | Ornithischia (Brachylophosaurus) |
|  |                                  |

|  | Aves                                                                                                  |
|  | |
|  | \| \| Tyrannosauroidea (Tyrannosaurus) \| \| \| \| \| \| Ornithischia (Brachylophosaurus) \| \| \| \| |
|  | |
|  | Tyrannosauroidea (Tyrannosaurus)                                                                      |
|  | |
|  | Ornithischia (Brachylophosaurus)                                                                      |
|  | |

|  | Tyrannosauroidea (Tyrannosaurus) |
|  |                                  |
|  | Ornithischia (Brachylophosaurus) |
|  |                                  |

|  | Aves                                                                                                  |
|  | |
|  | \| \| Tyrannosauroidea (Tyrannosaurus) \| \| \| \| \| \| Ornithischia (Brachylophosaurus) \| \| \| \| |
|  | |
|  | Tyrannosauroidea (Tyrannosaurus)                                                                      |
|  | |
|  | Ornithischia (Brachylophosaurus)                                                                      |
|  | |

|  | Tyrannosauroidea (Tyrannosaurus) |
|  |                                  |
|  | Ornithischia (Brachylophosaurus) |
|  |                                  |

|  | Sphenodontia |
|  |              |
|  | Squamata     |
|  |              |

|  | Aves                                                                                                  |
|  | |
|  | \| \| Tyrannosauroidea (Tyrannosaurus) \| \| \| \| \| \| Ornithischia (Brachylophosaurus) \| \| \| \| |
|  | |
|  | Tyrannosauroidea (Tyrannosaurus)                                                                      |
|  | |
|  | Ornithischia (Brachylophosaurus)                                                                      |
|  | |

|  | Tyrannosauroidea (Tyrannosaurus) |
|  |                                  |
|  | Ornithischia (Brachylophosaurus) |
|  |                                  |

|  | Aves                                                                                                  |
|  | |
|  | \| \| Tyrannosauroidea (Tyrannosaurus) \| \| \| \| \| \| Ornithischia (Brachylophosaurus) \| \| \| \| |
|  | |
|  | Tyrannosauroidea (Tyrannosaurus)                                                                      |
|  | |
|  | Ornithischia (Brachylophosaurus)                                                                      |
|  | |

|  | Tyrannosauroidea (Tyrannosaurus) |
|  |                                  |
|  | Ornithischia (Brachylophosaurus) |
|  |                                  |

|  | Aves                                                                                                  |
|  | |
|  | \| \| Tyrannosauroidea (Tyrannosaurus) \| \| \| \| \| \| Ornithischia (Brachylophosaurus) \| \| \| \| |
|  | |
|  | Tyrannosauroidea (Tyrannosaurus)                                                                      |
|  | |
|  | Ornithischia (Brachylophosaurus)                                                                      |
|  | |

|  | Tyrannosauroidea (Tyrannosaurus) |
|  |                                  |
|  | Ornithischia (Brachylophosaurus) |
|  |                                  |

|  | Aves                                                                                                  |
|  | |
|  | \| \| Tyrannosauroidea (Tyrannosaurus) \| \| \| \| \| \| Ornithischia (Brachylophosaurus) \| \| \| \| |
|  | |
|  | Tyrannosauroidea (Tyrannosaurus)                                                                      |
|  | |
|  | Ornithischia (Brachylophosaurus)                                                                      |
|  | |

|  | Tyrannosauroidea (Tyrannosaurus) |
|  |                                  |
|  | Ornithischia (Brachylophosaurus) |
|  |                                  |

|  | Sphenodontia |
|  |              |
|  | Squamata     |
|  |              |

|  | Aves                                                                                                  |
|  | |
|  | \| \| Tyrannosauroidea (Tyrannosaurus) \| \| \| \| \| \| Ornithischia (Brachylophosaurus) \| \| \| \| |
|  | |
|  | Tyrannosauroidea (Tyrannosaurus)                                                                      |
|  | |
|  | Ornithischia (Brachylophosaurus)                                                                      |
|  | |

|  | Tyrannosauroidea (Tyrannosaurus) |
|  |                                  |
|  | Ornithischia (Brachylophosaurus) |
|  |                                  |

|  | Aves                                                                                                  |
|  | |
|  | \| \| Tyrannosauroidea (Tyrannosaurus) \| \| \| \| \| \| Ornithischia (Brachylophosaurus) \| \| \| \| |
|  | |
|  | Tyrannosauroidea (Tyrannosaurus)                                                                      |
|  | |
|  | Ornithischia (Brachylophosaurus)                                                                      |
|  | |

|  | Tyrannosauroidea (Tyrannosaurus) |
|  |                                  |
|  | Ornithischia (Brachylophosaurus) |
|  |                                  |

|  | Aves                                                                                                  |
|  | |
|  | \| \| Tyrannosauroidea (Tyrannosaurus) \| \| \| \| \| \| Ornithischia (Brachylophosaurus) \| \| \| \| |
|  | |
|  | Tyrannosauroidea (Tyrannosaurus)                                                                      |
|  | |
|  | Ornithischia (Brachylophosaurus)                                                                      |
|  | |

|  | Tyrannosauroidea (Tyrannosaurus) |
|  |                                  |
|  | Ornithischia (Brachylophosaurus) |
|  |                                  |

|  | Aves                                                                                                  |
|  | |
|  | \| \| Tyrannosauroidea (Tyrannosaurus) \| \| \| \| \| \| Ornithischia (Brachylophosaurus) \| \| \| \| |
|  | |
|  | Tyrannosauroidea (Tyrannosaurus)                                                                      |
|  | |
|  | Ornithischia (Brachylophosaurus)                                                                      |
|  | |

|  | Tyrannosauroidea (Tyrannosaurus) |
|  |                                  |
|  | Ornithischia (Brachylophosaurus) |
|  |                                  |

|  | Sphenodontia |
|  |              |
|  | Squamata     |
|  |              |

|  | Aves                                                                                                  |
|  | |
|  | \| \| Tyrannosauroidea (Tyrannosaurus) \| \| \| \| \| \| Ornithischia (Brachylophosaurus) \| \| \| \| |
|  | |
|  | Tyrannosauroidea (Tyrannosaurus)                                                                      |
|  | |
|  | Ornithischia (Brachylophosaurus)                                                                      |
|  | |

|  | Tyrannosauroidea (Tyrannosaurus) |
|  |                                  |
|  | Ornithischia (Brachylophosaurus) |
|  |                                  |

|  | Aves                                                                                                  |
|  | |
|  | \| \| Tyrannosauroidea (Tyrannosaurus) \| \| \| \| \| \| Ornithischia (Brachylophosaurus) \| \| \| \| |
|  | |
|  | Tyrannosauroidea (Tyrannosaurus)                                                                      |
|  | |
|  | Ornithischia (Brachylophosaurus)                                                                      |
|  | |

|  | Tyrannosauroidea (Tyrannosaurus) |
|  |                                  |
|  | Ornithischia (Brachylophosaurus) |
|  |                                  |

|  | Aves                                                                                                  |
|  | |
|  | \| \| Tyrannosauroidea (Tyrannosaurus) \| \| \| \| \| \| Ornithischia (Brachylophosaurus) \| \| \| \| |
|  | |
|  | Tyrannosauroidea (Tyrannosaurus)                                                                      |
|  | |
|  | Ornithischia (Brachylophosaurus)                                                                      |
|  | |

|  | Tyrannosauroidea (Tyrannosaurus) |
|  |                                  |
|  | Ornithischia (Brachylophosaurus) |
|  |                                  |

|  | Aves                                                                                                  |
|  | |
|  | \| \| Tyrannosauroidea (Tyrannosaurus) \| \| \| \| \| \| Ornithischia (Brachylophosaurus) \| \| \| \| |
|  | |
|  | Tyrannosauroidea (Tyrannosaurus)                                                                      |
|  | |
|  | Ornithischia (Brachylophosaurus)                                                                      |
|  | |

|  | Tyrannosauroidea (Tyrannosaurus) |
|  |                                  |
|  | Ornithischia (Brachylophosaurus) |
|  |                                  |

|  | Sphenodontia |
|  |              |
|  | Squamata     |
|  |              |

|  | Aves                                                                                                  |
|  | |
|  | \| \| Tyrannosauroidea (Tyrannosaurus) \| \| \| \| \| \| Ornithischia (Brachylophosaurus) \| \| \| \| |
|  | |
|  | Tyrannosauroidea (Tyrannosaurus)                                                                      |
|  | |
|  | Ornithischia (Brachylophosaurus)                                                                      |
|  | |

|  | Tyrannosauroidea (Tyrannosaurus) |
|  |                                  |
|  | Ornithischia (Brachylophosaurus) |
|  |                                  |

|  | Aves                                                                                                  |
|  | |
|  | \| \| Tyrannosauroidea (Tyrannosaurus) \| \| \| \| \| \| Ornithischia (Brachylophosaurus) \| \| \| \| |
|  | |
|  | Tyrannosauroidea (Tyrannosaurus)                                                                      |
|  | |
|  | Ornithischia (Brachylophosaurus)                                                                      |
|  | |

|  | Tyrannosauroidea (Tyrannosaurus) |
|  |                                  |
|  | Ornithischia (Brachylophosaurus) |
|  |                                  |

|  | Aves                                                                                                  |
|  | |
|  | \| \| Tyrannosauroidea (Tyrannosaurus) \| \| \| \| \| \| Ornithischia (Brachylophosaurus) \| \| \| \| |
|  | |
|  | Tyrannosauroidea (Tyrannosaurus)                                                                      |
|  | |
|  | Ornithischia (Brachylophosaurus)                                                                      |
|  | |

|  | Tyrannosauroidea (Tyrannosaurus) |
|  |                                  |
|  | Ornithischia (Brachylophosaurus) |
|  |                                  |

|  | Aves                                                                                                  |
|  | |
|  | \| \| Tyrannosauroidea (Tyrannosaurus) \| \| \| \| \| \| Ornithischia (Brachylophosaurus) \| \| \| \| |
|  | |
|  | Tyrannosauroidea (Tyrannosaurus)                                                                      |
|  | |
|  | Ornithischia (Brachylophosaurus)                                                                      |
|  | |

|  | Tyrannosauroidea (Tyrannosaurus) |
|  |                                  |
|  | Ornithischia (Brachylophosaurus) |
|  |                                  |

|  | Sphenodontia |
|  |              |
|  | Squamata     |
|  |              |

|  | Aves                                                                                                  |
|  | |
|  | \| \| Tyrannosauroidea (Tyrannosaurus) \| \| \| \| \| \| Ornithischia (Brachylophosaurus) \| \| \| \| |
|  | |
|  | Tyrannosauroidea (Tyrannosaurus)                                                                      |
|  | |
|  | Ornithischia (Brachylophosaurus)                                                                      |
|  | |

|  | Tyrannosauroidea (Tyrannosaurus) |
|  |                                  |
|  | Ornithischia (Brachylophosaurus) |
|  |                                  |

|  | Aves                                                                                                  |
|  | |
|  | \| \| Tyrannosauroidea (Tyrannosaurus) \| \| \| \| \| \| Ornithischia (Brachylophosaurus) \| \| \| \| |
|  | |
|  | Tyrannosauroidea (Tyrannosaurus)                                                                      |
|  | |
|  | Ornithischia (Brachylophosaurus)                                                                      |
|  | |

|  | Tyrannosauroidea (Tyrannosaurus) |
|  |                                  |
|  | Ornithischia (Brachylophosaurus) |
|  |                                  |

|  | Aves                                                                                                  |
|  | |
|  | \| \| Tyrannosauroidea (Tyrannosaurus) \| \| \| \| \| \| Ornithischia (Brachylophosaurus) \| \| \| \| |
|  | |
|  | Tyrannosauroidea (Tyrannosaurus)                                                                      |
|  | |
|  | Ornithischia (Brachylophosaurus)                                                                      |
|  | |

|  | Tyrannosauroidea (Tyrannosaurus) |
|  |                                  |
|  | Ornithischia (Brachylophosaurus) |
|  |                                  |

|  | Aves                                                                                                  |
|  | |
|  | \| \| Tyrannosauroidea (Tyrannosaurus) \| \| \| \| \| \| Ornithischia (Brachylophosaurus) \| \| \| \| |
|  | |
|  | Tyrannosauroidea (Tyrannosaurus)                                                                      |
|  | |
|  | Ornithischia (Brachylophosaurus)                                                                      |
|  | |

|  | Tyrannosauroidea (Tyrannosaurus) |
|  |                                  |
|  | Ornithischia (Brachylophosaurus) |
|  |                                  |

|  | Sphenodontia |
|  |              |
|  | Squamata     |
|  |              |

|  | Aves                                                                                                  |
|  | |
|  | \| \| Tyrannosauroidea (Tyrannosaurus) \| \| \| \| \| \| Ornithischia (Brachylophosaurus) \| \| \| \| |
|  | |
|  | Tyrannosauroidea (Tyrannosaurus)                                                                      |
|  | |
|  | Ornithischia (Brachylophosaurus)                                                                      |
|  | |

|  | Tyrannosauroidea (Tyrannosaurus) |
|  |                                  |
|  | Ornithischia (Brachylophosaurus) |
|  |                                  |

|  | Aves                                                                                                  |
|  | |
|  | \| \| Tyrannosauroidea (Tyrannosaurus) \| \| \| \| \| \| Ornithischia (Brachylophosaurus) \| \| \| \| |
|  | |
|  | Tyrannosauroidea (Tyrannosaurus)                                                                      |
|  | |
|  | Ornithischia (Brachylophosaurus)                                                                      |
|  | |

|  | Tyrannosauroidea (Tyrannosaurus) |
|  |                                  |
|  | Ornithischia (Brachylophosaurus) |
|  |                                  |

|  | Aves                                                                                                  |
|  | |
|  | \| \| Tyrannosauroidea (Tyrannosaurus) \| \| \| \| \| \| Ornithischia (Brachylophosaurus) \| \| \| \| |
|  | |
|  | Tyrannosauroidea (Tyrannosaurus)                                                                      |
|  | |
|  | Ornithischia (Brachylophosaurus)                                                                      |
|  | |

|  | Tyrannosauroidea (Tyrannosaurus) |
|  |                                  |
|  | Ornithischia (Brachylophosaurus) |
|  |                                  |

|  | Aves                                                                                                  |
|  | |
|  | \| \| Tyrannosauroidea (Tyrannosaurus) \| \| \| \| \| \| Ornithischia (Brachylophosaurus) \| \| \| \| |
|  | |
|  | Tyrannosauroidea (Tyrannosaurus)                                                                      |
|  | |
|  | Ornithischia (Brachylophosaurus)                                                                      |
|  | |

|  | Tyrannosauroidea (Tyrannosaurus) |
|  |                                  |
|  | Ornithischia (Brachylophosaurus) |
|  |                                  |

|  | Sphenodontia |
|  |              |
|  | Squamata     |
|  |              |

|  | Aves                                                                                                  |
|  | |
|  | \| \| Tyrannosauroidea (Tyrannosaurus) \| \| \| \| \| \| Ornithischia (Brachylophosaurus) \| \| \| \| |
|  | |
|  | Tyrannosauroidea (Tyrannosaurus)                                                                      |
|  | |
|  | Ornithischia (Brachylophosaurus)                                                                      |
|  | |

|  | Tyrannosauroidea (Tyrannosaurus) |
|  |                                  |
|  | Ornithischia (Brachylophosaurus) |
|  |                                  |

|  | Aves                                                                                                  |
|  | |
|  | \| \| Tyrannosauroidea (Tyrannosaurus) \| \| \| \| \| \| Ornithischia (Brachylophosaurus) \| \| \| \| |
|  | |
|  | Tyrannosauroidea (Tyrannosaurus)                                                                      |
|  | |
|  | Ornithischia (Brachylophosaurus)                                                                      |
|  | |

|  | Tyrannosauroidea (Tyrannosaurus) |
|  |                                  |
|  | Ornithischia (Brachylophosaurus) |
|  |                                  |

|  | Aves                                                                                                  |
|  | |
|  | \| \| Tyrannosauroidea (Tyrannosaurus) \| \| \| \| \| \| Ornithischia (Brachylophosaurus) \| \| \| \| |
|  | |
|  | Tyrannosauroidea (Tyrannosaurus)                                                                      |
|  | |
|  | Ornithischia (Brachylophosaurus)                                                                      |
|  | |

|  | Tyrannosauroidea (Tyrannosaurus) |
|  |                                  |
|  | Ornithischia (Brachylophosaurus) |
|  |                                  |

|  | Aves                                                                                                  |
|  | |
|  | \| \| Tyrannosauroidea (Tyrannosaurus) \| \| \| \| \| \| Ornithischia (Brachylophosaurus) \| \| \| \| |
|  | |
|  | Tyrannosauroidea (Tyrannosaurus)                                                                      |
|  | |
|  | Ornithischia (Brachylophosaurus)                                                                      |
|  | |

|  | Tyrannosauroidea (Tyrannosaurus) |
|  |                                  |
|  | Ornithischia (Brachylophosaurus) |
|  |                                  |

|  | Sphenodontia |
|  |              |
|  | Squamata     |
|  |              |

|  | Aves                                                                                                  |
|  | |
|  | \| \| Tyrannosauroidea (Tyrannosaurus) \| \| \| \| \| \| Ornithischia (Brachylophosaurus) \| \| \| \| |
|  | |
|  | Tyrannosauroidea (Tyrannosaurus)                                                                      |
|  | |
|  | Ornithischia (Brachylophosaurus)                                                                      |
|  | |

|  | Tyrannosauroidea (Tyrannosaurus) |
|  |                                  |
|  | Ornithischia (Brachylophosaurus) |
|  |                                  |

|  | Aves                                                                                                  |
|  | |
|  | \| \| Tyrannosauroidea (Tyrannosaurus) \| \| \| \| \| \| Ornithischia (Brachylophosaurus) \| \| \| \| |
|  | |
|  | Tyrannosauroidea (Tyrannosaurus)                                                                      |
|  | |
|  | Ornithischia (Brachylophosaurus)                                                                      |
|  | |

|  | Tyrannosauroidea (Tyrannosaurus) |
|  |                                  |
|  | Ornithischia (Brachylophosaurus) |
|  |                                  |

|  | Aves                                                                                                  |
|  | |
|  | \| \| Tyrannosauroidea (Tyrannosaurus) \| \| \| \| \| \| Ornithischia (Brachylophosaurus) \| \| \| \| |
|  | |
|  | Tyrannosauroidea (Tyrannosaurus)                                                                      |
|  | |
|  | Ornithischia (Brachylophosaurus)                                                                      |
|  | |

|  | Tyrannosauroidea (Tyrannosaurus) |
|  |                                  |
|  | Ornithischia (Brachylophosaurus) |
|  |                                  |

|  | Aves                                                                                                  |
|  | |
|  | \| \| Tyrannosauroidea (Tyrannosaurus) \| \| \| \| \| \| Ornithischia (Brachylophosaurus) \| \| \| \| |
|  | |
|  | Tyrannosauroidea (Tyrannosaurus)                                                                      |
|  | |
|  | Ornithischia (Brachylophosaurus)                                                                      |
|  | |

|  | Tyrannosauroidea (Tyrannosaurus) |
|  |                                  |
|  | Ornithischia (Brachylophosaurus) |
|  |                                  |

|  | Sphenodontia |
|  |              |
|  | Squamata     |
|  |              |

|  | Aves                                                                                                  |
|  | |
|  | \| \| Tyrannosauroidea (Tyrannosaurus) \| \| \| \| \| \| Ornithischia (Brachylophosaurus) \| \| \| \| |
|  | |
|  | Tyrannosauroidea (Tyrannosaurus)                                                                      |
|  | |
|  | Ornithischia (Brachylophosaurus)                                                                      |
|  | |

|  | Tyrannosauroidea (Tyrannosaurus) |
|  |                                  |
|  | Ornithischia (Brachylophosaurus) |
|  |                                  |

|  | Aves                                                                                                  |
|  | |
|  | \| \| Tyrannosauroidea (Tyrannosaurus) \| \| \| \| \| \| Ornithischia (Brachylophosaurus) \| \| \| \| |
|  | |
|  | Tyrannosauroidea (Tyrannosaurus)                                                                      |
|  | |
|  | Ornithischia (Brachylophosaurus)                                                                      |
|  | |

|  | Tyrannosauroidea (Tyrannosaurus) |
|  |                                  |
|  | Ornithischia (Brachylophosaurus) |
|  |                                  |

|  | Aves                                                                                                  |
|  | |
|  | \| \| Tyrannosauroidea (Tyrannosaurus) \| \| \| \| \| \| Ornithischia (Brachylophosaurus) \| \| \| \| |
|  | |
|  | Tyrannosauroidea (Tyrannosaurus)                                                                      |
|  | |
|  | Ornithischia (Brachylophosaurus)                                                                      |
|  | |

|  | Tyrannosauroidea (Tyrannosaurus) |
|  |                                  |
|  | Ornithischia (Brachylophosaurus) |
|  |                                  |

|  | Aves                                                                                                  |
|  | |
|  | \| \| Tyrannosauroidea (Tyrannosaurus) \| \| \| \| \| \| Ornithischia (Brachylophosaurus) \| \| \| \| |
|  | |
|  | Tyrannosauroidea (Tyrannosaurus)                                                                      |
|  | |
|  | Ornithischia (Brachylophosaurus)                                                                      |
|  | |

|  | Tyrannosauroidea (Tyrannosaurus) |
|  |                                  |
|  | Ornithischia (Brachylophosaurus) |
|  |                                  |

|  | Sphenodontia |
|  |              |
|  | Squamata     |
|  |              |

|  | Aves                                                                                                  |
|  | |
|  | \| \| Tyrannosauroidea (Tyrannosaurus) \| \| \| \| \| \| Ornithischia (Brachylophosaurus) \| \| \| \| |
|  | |
|  | Tyrannosauroidea (Tyrannosaurus)                                                                      |
|  | |
|  | Ornithischia (Brachylophosaurus)                                                                      |
|  | |

|  | Tyrannosauroidea (Tyrannosaurus) |
|  |                                  |
|  | Ornithischia (Brachylophosaurus) |
|  |                                  |

|  | Aves                                                                                                  |
|  | |
|  | \| \| Tyrannosauroidea (Tyrannosaurus) \| \| \| \| \| \| Ornithischia (Brachylophosaurus) \| \| \| \| |
|  | |
|  | Tyrannosauroidea (Tyrannosaurus)                                                                      |
|  | |
|  | Ornithischia (Brachylophosaurus)                                                                      |
|  | |

|  | Tyrannosauroidea (Tyrannosaurus) |
|  |                                  |
|  | Ornithischia (Brachylophosaurus) |
|  |                                  |

|  | Aves                                                                                                  |
|  | |
|  | \| \| Tyrannosauroidea (Tyrannosaurus) \| \| \| \| \| \| Ornithischia (Brachylophosaurus) \| \| \| \| |
|  | |
|  | Tyrannosauroidea (Tyrannosaurus)                                                                      |
|  | |
|  | Ornithischia (Brachylophosaurus)                                                                      |
|  | |

|  | Tyrannosauroidea (Tyrannosaurus) |
|  |                                  |
|  | Ornithischia (Brachylophosaurus) |
|  |                                  |

|  | Aves                                                                                                  |
|  | |
|  | \| \| Tyrannosauroidea (Tyrannosaurus) \| \| \| \| \| \| Ornithischia (Brachylophosaurus) \| \| \| \| |
|  | |
|  | Tyrannosauroidea (Tyrannosaurus)                                                                      |
|  | |
|  | Ornithischia (Brachylophosaurus)                                                                      |
|  | |

|  | Tyrannosauroidea (Tyrannosaurus) |
|  |                                  |
|  | Ornithischia (Brachylophosaurus) |
|  |                                  |

|  | Sphenodontia |
|  |              |
|  | Squamata     |
|  |              |

|  | Aves                                                                                                  |
|  | |
|  | \| \| Tyrannosauroidea (Tyrannosaurus) \| \| \| \| \| \| Ornithischia (Brachylophosaurus) \| \| \| \| |
|  | |
|  | Tyrannosauroidea (Tyrannosaurus)                                                                      |
|  | |
|  | Ornithischia (Brachylophosaurus)                                                                      |
|  | |

|  | Tyrannosauroidea (Tyrannosaurus) |
|  |                                  |
|  | Ornithischia (Brachylophosaurus) |
|  |                                  |

|  | Aves                                                                                                  |
|  | |
|  | \| \| Tyrannosauroidea (Tyrannosaurus) \| \| \| \| \| \| Ornithischia (Brachylophosaurus) \| \| \| \| |
|  | |
|  | Tyrannosauroidea (Tyrannosaurus)                                                                      |
|  | |
|  | Ornithischia (Brachylophosaurus)                                                                      |
|  | |

|  | Tyrannosauroidea (Tyrannosaurus) |
|  |                                  |
|  | Ornithischia (Brachylophosaurus) |
|  |                                  |

|  | Aves                                                                                                  |
|  | |
|  | \| \| Tyrannosauroidea (Tyrannosaurus) \| \| \| \| \| \| Ornithischia (Brachylophosaurus) \| \| \| \| |
|  | |
|  | Tyrannosauroidea (Tyrannosaurus)                                                                      |
|  | |
|  | Ornithischia (Brachylophosaurus)                                                                      |
|  | |

|  | Tyrannosauroidea (Tyrannosaurus) |
|  |                                  |
|  | Ornithischia (Brachylophosaurus) |
|  |                                  |

|  | Aves                                                                                                  |
|  | |
|  | \| \| Tyrannosauroidea (Tyrannosaurus) \| \| \| \| \| \| Ornithischia (Brachylophosaurus) \| \| \| \| |
|  | |
|  | Tyrannosauroidea (Tyrannosaurus)                                                                      |
|  | |
|  | Ornithischia (Brachylophosaurus)                                                                      |
|  | |

|  | Tyrannosauroidea (Tyrannosaurus) |
|  |                                  |
|  | Ornithischia (Brachylophosaurus) |
|  |                                  |

|  | Sphenodontia |
|  |              |
|  | Squamata     |
|  |              |

|  | Aves                                                                                                  |
|  | |
|  | \| \| Tyrannosauroidea (Tyrannosaurus) \| \| \| \| \| \| Ornithischia (Brachylophosaurus) \| \| \| \| |
|  | |
|  | Tyrannosauroidea (Tyrannosaurus)                                                                      |
|  | |
|  | Ornithischia (Brachylophosaurus)                                                                      |
|  | |

|  | Tyrannosauroidea (Tyrannosaurus) |
|  |                                  |
|  | Ornithischia (Brachylophosaurus) |
|  |                                  |

|  | Aves                                                                                                  |
|  | |
|  | \| \| Tyrannosauroidea (Tyrannosaurus) \| \| \| \| \| \| Ornithischia (Brachylophosaurus) \| \| \| \| |
|  | |
|  | Tyrannosauroidea (Tyrannosaurus)                                                                      |
|  | |
|  | Ornithischia (Brachylophosaurus)                                                                      |
|  | |

|  | Tyrannosauroidea (Tyrannosaurus) |
|  |                                  |
|  | Ornithischia (Brachylophosaurus) |
|  |                                  |

|  | Aves                                                                                                  |
|  | |
|  | \| \| Tyrannosauroidea (Tyrannosaurus) \| \| \| \| \| \| Ornithischia (Brachylophosaurus) \| \| \| \| |
|  | |
|  | Tyrannosauroidea (Tyrannosaurus)                                                                      |
|  | |
|  | Ornithischia (Brachylophosaurus)                                                                      |
|  | |

|  | Tyrannosauroidea (Tyrannosaurus) |
|  |                                  |
|  | Ornithischia (Brachylophosaurus) |
|  |                                  |

|  | Aves                                                                                                  |
|  | |
|  | \| \| Tyrannosauroidea (Tyrannosaurus) \| \| \| \| \| \| Ornithischia (Brachylophosaurus) \| \| \| \| |
|  | |
|  | Tyrannosauroidea (Tyrannosaurus)                                                                      |
|  | |
|  | Ornithischia (Brachylophosaurus)                                                                      |
|  | |

|  | Tyrannosauroidea (Tyrannosaurus) |
|  |                                  |
|  | Ornithischia (Brachylophosaurus) |
|  |                                  |

|  | Sphenodontia |
|  |              |
|  | Squamata     |
|  |              |

|  | Aves                                                                                                  |
|  | |
|  | \| \| Tyrannosauroidea (Tyrannosaurus) \| \| \| \| \| \| Ornithischia (Brachylophosaurus) \| \| \| \| |
|  | |
|  | Tyrannosauroidea (Tyrannosaurus)                                                                      |
|  | |
|  | Ornithischia (Brachylophosaurus)                                                                      |
|  | |

|  | Tyrannosauroidea (Tyrannosaurus) |
|  |                                  |
|  | Ornithischia (Brachylophosaurus) |
|  |                                  |

|  | Aves                                                                                                  |
|  | |
|  | \| \| Tyrannosauroidea (Tyrannosaurus) \| \| \| \| \| \| Ornithischia (Brachylophosaurus) \| \| \| \| |
|  | |
|  | Tyrannosauroidea (Tyrannosaurus)                                                                      |
|  | |
|  | Ornithischia (Brachylophosaurus)                                                                      |
|  | |

|  | Tyrannosauroidea (Tyrannosaurus) |
|  |                                  |
|  | Ornithischia (Brachylophosaurus) |
|  |                                  |

|  | Aves                                                                                                  |
|  | |
|  | \| \| Tyrannosauroidea (Tyrannosaurus) \| \| \| \| \| \| Ornithischia (Brachylophosaurus) \| \| \| \| |
|  | |
|  | Tyrannosauroidea (Tyrannosaurus)                                                                      |
|  | |
|  | Ornithischia (Brachylophosaurus)                                                                      |
|  | |

|  | Tyrannosauroidea (Tyrannosaurus) |
|  |                                  |
|  | Ornithischia (Brachylophosaurus) |
|  |                                  |

|  | Aves                                                                                                  |
|  | |
|  | \| \| Tyrannosauroidea (Tyrannosaurus) \| \| \| \| \| \| Ornithischia (Brachylophosaurus) \| \| \| \| |
|  | |
|  | Tyrannosauroidea (Tyrannosaurus)                                                                      |
|  | |
|  | Ornithischia (Brachylophosaurus)                                                                      |
|  | |

|  | Tyrannosauroidea (Tyrannosaurus) |
|  |                                  |
|  | Ornithischia (Brachylophosaurus) |
|  |                                  |